# زواردشت
زواردشت، روستایی از توابع بخش رودبارالموت شهرستان قزوین در استان قزوین ایران است.

## جمعیت
این روستا در دهستان معلم کلایه قرار دارد و براساس سرشماری مرکز آمار ایران در سال ۱۳۸۵، جمعیت آن ۱۸۵ نفر (۶۹خانوار) بوده است.

## زبان
مردم روستا از دیرباز به زبان تاتی تکلم می‌کنند.